# Fusi del sonno

Complessi K e fusi del sonno

I fusi del sonno (in inglese: sleep spindles) sono dei segni di onde cerebrali riportati nel tracciato di un elettroencefalogramma con frequenza di 12-16 Hz e della durata di 0,5-1,5 secondi, che compaiono all'inizio dello stadio 2 del sonno e perdurano (in alternanza con i Complessi K) per tutta la durata del sonno non-REM. 
Si tratta di un pattern di attività cerebrale che viene prodotto durante il sonno per inibire l'elaborazione di informazioni non necessarie, evitando così l'interruzione dello stadio 2; si tratta quindi, insieme ai complessi K, di una caratteristica che definisce lo stadio stesso. Con esclusione dello stadio 1, transitorio, negli stadi del sonno più profondi (3 e 4) i soggetti presentano una maggiore difficoltà di risveglio.